# Mieke Telkamp
Mieke Telkamp (* 14. Juni 1934 in Oldenzaal; † 20. Oktober 2016 in Zeist; eigentlich Maria Berendina Johanna Telgenkamp) war eine niederländische Sängerin. In den Niederlanden wurde sie vor allem bekannt durch das Lied Waarheen, waarvoor, einer niederländischen Übersetzung des Liedes Amazing Grace.

## Leben und Wirken
Sie hatte in den 50er und 60er Jahren viele Hits, in Deutschland vor allem mit dem von Joe Dixie geschriebenen Lied Prego, prego gondeliere. 1957 gewann sie beim Festival von Venedig den ersten Preis, die goldene Gondel. Sie ist beim Knokke-Songfestival aufgetreten und sang 1964 bei der Snip & Snap Revue. 1971 erhielt sie ihre erste Goldene Schallplatte mit Waarheen, waarvoor. 2008 erfolgte eine Auszeichnung mit Doppelplatin. Zu Beginn der 2000er Jahre erschien eine CD mit ihren größten deutschen Erfolgen unter dem Titel Tulpen aus Amsterdam. Sie war die erste niederländische Sängerin, die nach dem Zweiten Weltkrieg wieder in Deutschland sang, was ihr dort viel Anerkennung einbrachte. Ihr erster deutscher Titel Morgen komm ich wieder wurde auch in den Niederlanden ein Hit.

## Deutschsprachige Titel (Auswahl)
- 1955: Morgen komm’ ich wieder
- 1955: Durst ist schlimmer als Heimweh
- 1955: Die wilden Schwäne
- 1955: Wochenend Polka
- 1956: Du bist mein erster Gedanke
- 1956: Ein ganzes Herz voll Liebe
- 1959: Tulpen aus Amsterdam
- 1960: Prego, Prego, Gondoliere